# Elephantulus fuscus
Elephantulus fuscus es una especie de mamífero placentario del orden Macroscelidea. Puede ser encontrada en el sur de Zambia, Malaui y en el centro-sudoeste de Mozambique.